# ریاح
ریاح (به فرانسوی: Riyah) یک شهرک در مراکش است که در استان برشید واقع شده‌است. ریاح ۸٬۳۷۳ نفر جمعیت دارد.